# 欧州金融安定ファシリティ
| ブルガリア語:   | Европейския механизъм за финансова стабилност        |
| スペイン語:     | Fondo Europeo de Estabilidad Financiera              |
| チェコ語:       | Evropském nástroji finanční stability                |
| デンマーク語:   | Europæiske finansielle stabiliseringsfacilitet       |
| ドイツ語:       | Europäische Finanzstabilitätsfazilität               |
| エストニア語:   | Euroopa finantsstabiilsuse tagamise vahendi          |
| ギリシア語:     | Ευρωπαϊκή Διευκόλυνση Χρηματοπιστωτικής Σταθερότητας |
| 英語:           | European Financial Stability Facility                |
| フランス語:     | Fonds européen de stabilité financière               |
| イタリア語:     | Strumento europeo di stabilità finanziaria           |
| ラトビア語:     | Eiropas Finanšu stabilitātes iestādi                 |
| リトアニア語:   | Europos finansinio stabilumo fondo                   |
| ハンガリー語:   | Európai pénzügyi stabilizációs eszközről             |
| マルタ語:       | Faċilità Ewropea ta' Stabbiltà Finanzjarja           |
| オランダ語:     | Europese faciliteit voor financiële stabiliteit      |
| ポーランド語:   | Europejskiego instrumentu stabilizacji finansowej    |
| ポルトガル語:   | Fundo Europeu de Estabilidade Financeira             |
| ルーマニア語:   | Fondul european de stabilitate financiară            |
| スロバキア語:   | Európsky nástroj finančnej stability                 |
| スロベニア語:   | Evropskem instrumentu za finančno stabilnost         |
| フィンランド語: | Euroopan rahoitusvakausvälineestä                    |
| スウェーデン語: | Europeiska finansiella stabiliseringsinstrumentet    |

欧州金融安定ファシリティ（おうしゅうきんゆうあんていファシリティ 英語: European Financial Stability Facility  EFSF）は、危機に陥ったユーロ圏の国に対する財政支援を提供することでヨーロッパの金融安定を図ることを目的とする特別目的事業体。2010年5月9日に欧州連合の27の加盟国によって合意された。ルクセンブルク市に本部を置き、欧州投資銀行が業務に関する契約によって資金管理業務と運営支援を担っている。日本語における定訳はなく、欧州金融安定基金、欧州金融安定化基金の訳も見られる。

## 機能
欧州金融安定ファシリティはドイツ債務管理庁の支援を受けて、財政危機に陥った国に融資するために必要な資金を調達するために市場で債券などを発行する。債券の発行には、欧州中央銀行への払込資本金の割合に応じて決められたユーロ圏諸国の保証を受ける。
欧州金融安定ファシリティは、欧州連合の予算を担保として欧州委員会が調達した資金による欧州金融安定メカニズムからの最大600億ユーロの融資と、国際通貨基金が拠出する最大2500億ユーロの融資を組み合わせたものであり、最大7500億ユーロの財政安全網を確保するものとなっている。
財政支援が実行されなかった場合には、欧州金融安定ファシリティは発足から3年が経過した2013年6月30日でもって終了することになっている。財政支援が実行された場合には、欧州金融安定ファシリティは最後に発行された債券が全額償還されるまで存続することになっている。

### 貸付
欧州金融安定ファシリティは、ユーロ圏の国による支援要請を受け、欧州委員会と国際通貨基金が当事国の計画を協議し、その計画がユーログループで全会一致で承認され、覚書に署名がなされてから行動することができるようになる。つまり、当事国が受け入れられるような金利で市場から資金の融資を受けられなくなった場合になってはじめて欧州金融ファシリティの機能が活用されるということである。
ユーロ圏の国から財政支援の要請があったときには、欧州委員会、国際通貨基金、欧州中央銀行の専門官が危機に陥った当事国に派遣されるということを含めて、支援計画の作成には3-4週間かかることになる。ユーログループが計画を承認すれば、欧州金融安定ファシリティは数営業日をかけて必要な資金を調達し、融資を行うことになる。

### 国別保証負担額
各国が負担する債券に対する保証の額は以下の表のとおりとなっている。
| 国             | 保証負担額（100万ユーロ） | 比率   |
| -------------- | ------------------------- | ------ |
| オーストリア   | 12,241.43                 | 2.78%  |
| ベルギー       | 15,292.18                 | 3.48%  |
| キプロス       | 863.09                    | 0.20%  |
| フィンランド   | 7,905.20                  | 1.80%  |
| フランス       | 89,657.45                 | 20.38% |
| ドイツ         | 119,390.07                | 27.13% |
| ギリシャ       | 12,387.70                 | 2.82%  |
| アイルランド   | 7,002.40                  | 1.59%  |
| イタリア       | 78,784.72                 | 17.91% |
| ルクセンブルク | 1,101.39                  | 0.25%  |
| マルタ         | 398.44                    | 0.09%  |
| オランダ       | 25,143.58                 | 5.71%  |
| ポルトガル     | 11,035.38                 | 2.51%  |
| スロバキア     | 4,371.54                  | 0.99%  |
| スロベニア     | 2,072.92                  | 0.47%  |
| スペイン       | 52,352.51                 | 11.90% |
| 合計           | 440,000.00                | 100%   |

### 運営
欧州金融安定ファシリティの最高経営責任者は、欧州委員会経済・金融総局長を務めていたクラウス・レークリングであり、レークリングは国際通貨基金やドイツ連邦財務省での勤務経験がある。
欧州金融安定ファシリティの役員会はユーロ圏16か国の財務当局担当の政務または事務方の次官級で構成されている。欧州委員会と欧州中央銀行は役員会のオブザーバを任命することができる。役員会の議長には、欧州連合経済金融委員会の議長も兼務しているトーマス・ヴィーザーが務めている。
規定上は欧州議会に対する説明責任がないが、欧州金融安定ファシリティは欧州議会の関連委員会と緊密な関係を持ちながら運営されることが求められている。

## 支援の展開と実行
2010年6月7日、ユーロ圏諸国は欧州委員会に以下の業務について欧州中央銀行と連係してあたることを委託した。
- ユーログループによる当該支援に関する覚書が承認されたあとに、ユーログループに代わって協議や署名を行うこと
- 支援対象国と署名を交わす融資合意文書に関して、ユーログループに提案を行うこと
- 覚書に規定された融資条件の達成状況を評価すること
- 欧州投資銀行と協調して、ユーログループにおける欧州金融安定ファシリティ関連の案件についての追加的な議論や決定の申し入れや、欧州金融安定ファシリティが完全に業務を開始していない暫定期間においては、運営に関する権限の策定についての申し入れを行うこと[8]。

同日、ルクセンブルクの法令におけるソシエテ・アノニム（有限責任会社）として欧州金融安定ファシリティが設立された。2010年6月9日にはクラウス・レークリングが最高経営責任者に任命され、2010年7月1日に就任した。2010年8月4日、欧州金融安定ファシリティは正式に業務を開始した。

### 格付け
欧州金融安定ファシリティは欧州中央銀行による借り換えに適した状態とするために、発行債券に格付け機関から AAA 評価を受けることを企図している。2010年9月、フィッチ、ムーディーズ、スタンダード&プアーズはいずれも欧州金融安定ファシリティ発行債券に AAA 格付けを与えており、これによって欧州金融安定ファシリティは容易に資金調達ができるようになった。格付けの概観では「安定的」とされた。